# Il mio amico Ultraman
Il mio amico Ultraman (My Secret Identity) è una serie televisiva canadese di genere fantastico a sfondo avventuroso e comico trasmessa negli USA tra il 1988 e il 1991. In Italia è stata trasmessa su Italia 1.

## Trama
Andrew Clements è un quattordicenne liceale come tanti altri che va matto per i fumetti dei supereroi. Il suo migliore amico è il dottor Benjamin Jeffcoate, uno scienziato vicino di casa, che gli ha procurato il suo primo lavoro, quello di tagliaerbe per il suo giardino. Un giorno questo scienziato fa un esperimento con un raggio fotonico e Andrew, entrando nel laboratorio proprio in quel momento per farsi pagare, viene accidentalmente colpito da tale raggio. In un primo momento, dopo aver ripreso i sensi, sembra che non gli sia successo niente, mentre invece il mattino seguente, al risveglio, scopre di trovarsi a fluttuare a mezzo metro sopra il letto. Inoltre si accorge che sbattendo contro il soffitto non sente alcun dolore, così come non sente niente alla mano destra quando davanti ad uno specchio prova a bruciarla con un accendino. Sentendosi diventato un supereroe, giura a se stesso che avrebbe impiegato i superpoteri acquisiti (capacità di fluttuare, invulnerabilità e supervelocità) per sconfiggere il male presente nel mondo. Inizialmente si attribuisce il nome "Powerman", ma ricordandosi che un supereroe con tale nome è già esistito, lo cambia con "Ultraman" ( come il gigante della nebulosa m78 ultraman ) . Di pomeriggio mette al corrente di tutto il suo amico scienziato, il quale però, invece di "approvare" la scoperta, dice di voler trovare una cura per farlo tornare normale. Inoltre vuole che tali poteri restino un segreto tra loro due (per questo il titolo originale è My Secret Identity, "la mia identità segreta"). Il dottor Jeffcoate si fa anche promettere di utilizzarli solo in caso di assoluta necessità, come ad esempio salvare se stesso o altri da pericoli. All'inizio, per controllare la fluttuazione (darsi la spinta verso l'alto, cambiare direzione, accelerare, rallentare, tornare a terra), Andrew utilizza due bombolette spray che gli ha fornito lo scienziato stesso.
Nel 10º episodio della prima stagione, grazie ad una radiografia fatta dal dentista, Andrew scopre che l'esposizione ai raggi X è in grado di neutralizzare temporaneamente tutti i suoi poteri. Non si tratta però di una scoperta impiegabile per neutralizzarli definitivamente perché ci vorrebbe un'esposizione prolungata, cosa non fattibile perché i raggi X sono nocivi.
Nel 4º episodio della seconda stagione Andrew viene colpito per una seconda volta da un raggio fotonico, cosa che gli conferisce una superforza e una maggior capacità di controllare il volo.
Nel 19º episodio della terza stagione Andrew e i suoi famigliari si ritrovano imprigionati in una casa di montagna a causa di una forte tempesta di neve. La situazione diventa così grave che Andrew vede come unica salvezza l'utilizzo dei suoi superpoteri, e di conseguenza la necessità di rivelarli a tutti i presenti. Così si confronta sottovoce col dottor Jeffcoate, che gli dà ragione e quindi davanti a tutti introduce il discorso dell'incidente avvenuto col raggio fotonico due anni prima, se non che, ad un passo dal dire cosa sia diventato Andrew, sente il rumore di un elicottero, cosa per la quale tutti iniziano ad esultare, sentendosi salvi. E di conseguenza il segreto dei superpoteri rimane tale. Tornati a casa, fanno delle riflessioni su quanto accaduto, e la madre di Andrew chiede a Jeffcoate cosa stava per dire sul figlio, così Andrew risponde "un super-uomo", facendo sorridere i familiari. 

## Personaggi e interpreti

### Personaggi principali
- Andrew Clements, interpretato da Jerry O'Connell.
È il giovane protagonista. Nella versione in italiano la formula che utilizza per attivare i suoi poteri è "La forza e la potenza di Ultraman... io invoco la mia superforza!".
- Dottor Benjamin Marion Jeffcoate, interpretato da Derek McGrath.
È lo scienziato e miglior amico di Andrew (da lui chiamato Dottor J.). Ha sei lauree ed è uno scapolo.
- Stephanie Clements (70 episodi, 1988-1991), interpretata da Wanda Cannon.
È la madre vedova di Andrew, che come lavoro fa la venditrice di case.
- Erin Clements (70 episodi, 1988-1991), interpretata da Marsha Moreau.
È la sorella minore di Andrew.
- Kirk Stevens (17 episodi, 1989-1991), interpretato da Christopher Bolton.
È un amico adolescente di Andrew. Compare per la prima volta nel 2º episodio della seconda stagione ("L'amico ritrovato").

### Personaggi secondari
- Ruth Schellenbach (22 episodi, 1988-1991), interpretata da Elizabeth Leslie.
È la vicina insopportabile di casa del dr. Jeffcoate. I due non si sopportano mai, se non in casi più unici che rari. Nella 3ª stagione i due hanno un rapporto più civile.
- Jeff (3 episodi, 1988-1989), interpretato da Robert Haiat. Compare negli episodi 1x08 ("Un week-end nato male"), 1x10 ("Andrew perde i poteri") e 1x20 ("Momenti di tensione").
- Cassie Martin (3 episodi, 1989-1990), interpretata da Joanne Vannicola. È una studentessa giornalista. Compare negli episodi 1x18 ("Il codice segreto"), 2x06 ("La foto dell'anno") e 2x20 ("Piccoli intrighi").
- Nicole (3 episodi, 1989-1990), interpretata da Elissa Mills. Compare negli episodi 2x05 ("Grazie, non bevo"), 2x07 ("Guida pericolosa") e 2x15 ("Canzoni rubate").

## Episodi
| Stagione         | Episodi | Prima TV USA - Canada | Prima TV Italia |
| ---------------- | ------- | --------------------- | --------------- |
| Prima stagione   | 24      | 1988-1989             | 1988-1989       |
| Seconda stagione | 24      | 1989-1990             | 1989-1990       |
| Terza stagione   | 24      | 1990-1991             | 1990-1991       |

## Curiosità
Jerry O'Connell venne convocato per un provino per la parte di Andrew Clements, dopo che i produttori della serie lo videro nel film Stand by Me - Ricordo di un'estate.

## Premi
Fu la serie vincitrice del Motion Pictures Sound Editors nel 1990 e 1991 per sound editing per la televisione di serie ad episodi.